# Parque Nacional de Akagera

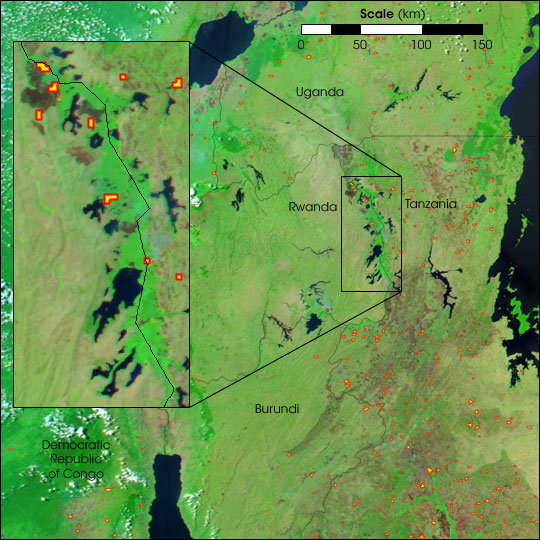
Localização do Parque Nacional de Akagera.

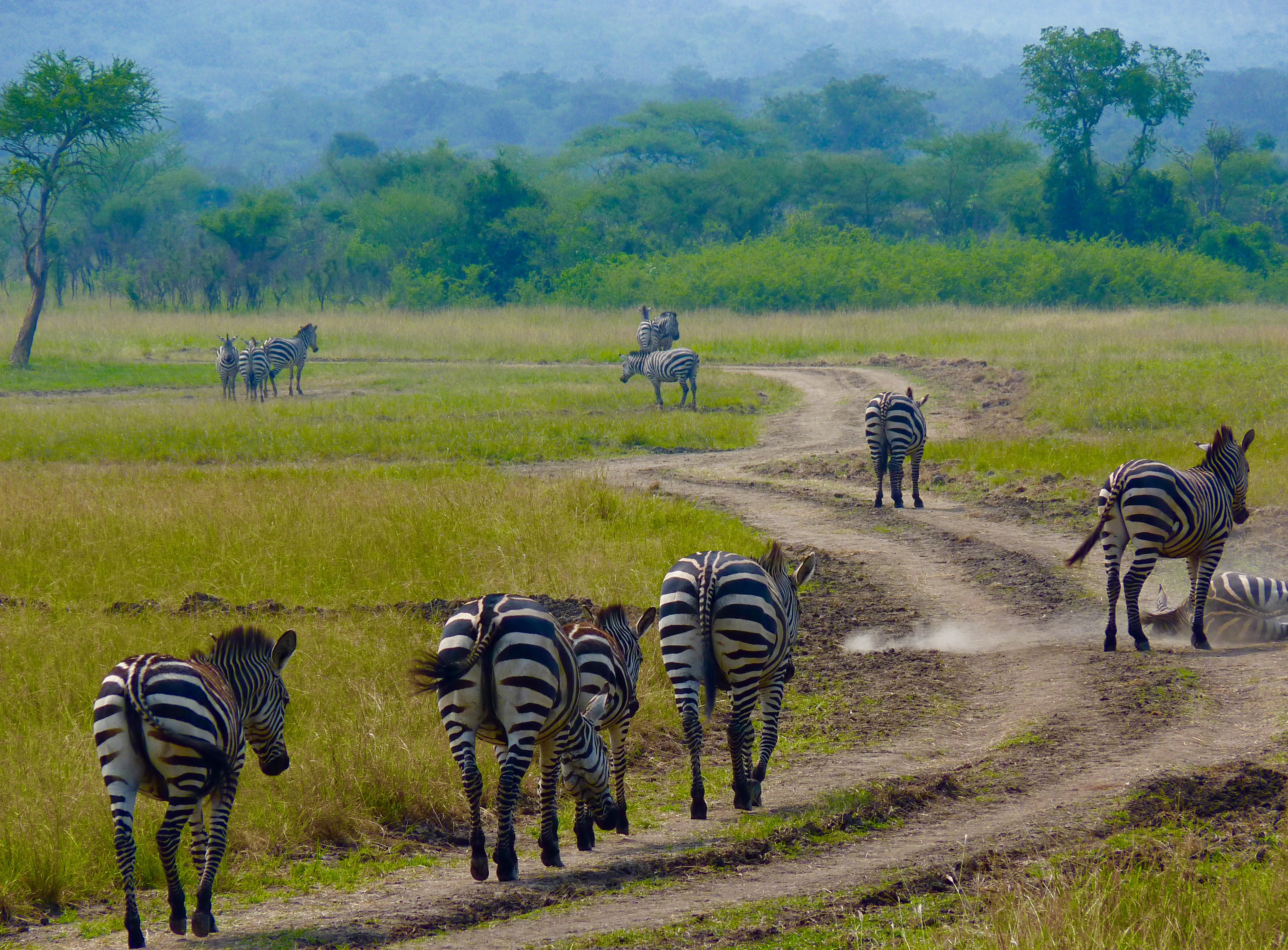
Parque Nacional de Akagera

O Parque Nacional de Akagera é uma área protegida no leste de Ruanda, cobrindo 1.122 quilômetros quadrados ao longo da fronteira internacional com a Tanzânia. Foi fundada em 1934 e inclui habitats de savana, montanhas e pântanos. O parque recebeu o nome do rio Kagera, que flui ao longo de sua fronteira oriental, alimentando o lago Ihema e vários lagos menores. O complexo sistema de lagos e pântanos toma mais de um terço do parque, que é a maior zona úmida protegida na África oriental-Central.

## História
O Parque Nacional de Akagera foi fundado em 1934 pelo governo belga, que na época ocupava a Ruanda. O parque tinha 2.500 quilômetros quadrados de extensão e era conhecida por sua biodiversidade. Akagera costumava ter uma grande população de cães selvagens africanos.  A certa altura, era conhecido como 'Parc aux Lycaons' e os cães selvagens eram tão abundantes que o governo belga considerou uma praga. No entanto, uma epidemia de doença diminuiu a população e os últimos cães selvagens foram vistos em 1984.
Em 1957, rinocerontes negros foram introduzidos na Tanzânia. Na década de 1970, mais de 50 rinocerontes negros viviam no habitat da savana do parque. Devido à caça furtiva generalizada, a população declinou nas décadas seguintes e o último avistamento confirmado foi em 2007.  Em 1986, as girafas de masai foram introduzidas no Quênia. Sua população cresceu para mais de 80 indivíduos nos últimos anos. Por volta de 1990, Akagera era conhecida por ter uma população de 250 a 300 leões.  Nos anos que se seguiram à Guerra Civil de Ruanda, toda a população foi morta por agricultores que retornaram a Ruanda após a Guerra e se estabeleceram no parque.
Em 2009, o Conselho de Desenvolvimento de Ruanda (RDB) e a Rede Africana de Parques assinaram um contrato renovável de 20 anos para a gestão conjunta do parque. A Akagera Management Company foi formada em 2010 como o órgão de gerenciamento conjunto do Parque Nacional de Akagera. Nos cinco anos seguintes, foram gastos 10 milhões de dólares na área do parque nacional, com a ajuda financeira da Howard Buffett Foundation. O objetivo era aumentar a segurança do parque nacional e reintroduzir espécies localmente extintas. As medidas de segurança que foram tomadas incluem: a construção de uma cerca de fronteira ocidental que mede 120 quilômetros, a implantação de um helicóptero de vigilância aérea, o treinamento de uma equipe especializada em rastreamento e proteção de rinocerontes e uma unidade canina de combate à caça furtiva.
Em julho de 2015, sete leões da África do Sul foram introduzidos e libertados no parque, tornando-os os primeiros leões em Ruanda por 15 anos. A AndBeyond doou cinco leoas da Phinda Private Game Reserve. E o Tembe Elephant Park em KwaZulu-Natal doaram dois leões machos. Este esforço foi descrito pelo African Parks como "um esforço inovador de conservação tanto para o parque quanto para o país" como parte de um projeto que visa reverter a extinção local das espécies no Parque Nacional de Akagera. Desde 2015, a população cresceu para mais de 20 animais e continua crescendo.
Em maio de 2017, uma operação conjunta entre o Conselho de Desenvolvimento de Ruanda e o African Parks viu a reintrodução de cerca de 20 rinocerontes negros orientais da África do Sul, que estavam ausentes há 10 anos. Com a reintrodução de rinocerontes e leões negros, o parque nacional agora abriga todos os " cinco grandes " da África: leão, leopardo, elefante, rinoceronte e búfalo. Durante junho de 2019, Akagera recebeu mais 5 rinocerontes negros de 3 zoológicos diferentes em 3 países diferentes localizados na Europa. Os zoológicos incluem o zoológico Dvur Kralove da República Tcheca, o Flamingo Land do Reino Unido e o Ree Park Safari da Dinamarca. Essa mudança é a primeira do gênero, pois algo assim entre a Europa e a África nunca havia acontecido antes. Os 2 machos e 3 fêmeas foram entregues em segurança ao parque após uma jornada de 30 horas. Esses mamíferos são descendentes diretos de rinocerontes retirados da África durante os dias coloniais. A população de grandes mamíferos aumentou desde 2010, de 4.000 animais em 2010 para mais de 13.500 em 2018.

## Turismo
Desde que a African Parks assumiu a gestão, em parceria com o Conselho de Desenvolvimento de Ruanda, em 2010, o turismo aumentou dramaticamente. Em 2010, 8.000 pessoas visitaram o parque. Esse número aumentou para 44.000 em 2018.  Este aumento permitiu à Akagera tornar-se 80% auto-sustentável e, portanto, menos dependente de doadores.